# Diga di Kozağacı
La diga di Kozağacı è una diga della Turchia. Si trova nella provincia di Burdur.